# Ласси (напиток)
Ла́сси (хинди लस्सी, лассии) — освежающий индийский напиток пенджабского происхождения. Приготовляется на основе дахи (индийский йогурт из козьего молока) с добавлением воды, соли, сахара, специй, фруктов и льда путём быстрого взбивания до консистенции как у смузи. Широко распространён в Северной Индии и Пакистане, где используется как освежающий напиток в жаркое время года, популярен у туристов на Шри-Ланке, также распространился по Великобритании и другим странам, ранее входившим в Британскую империю. Называется «самым популярным напитком на основе йогурта во всей Индии», «самым любимым летним напитком» и «пенджабским кондиционером». Пьют ласси также c мякотью манго или других фруктов, сливками и мороженым, а также с использованием бханга.

## Варианты

### Намкин ласси
Намкин (c хинди नमकीन — «солёный») ласси — солёный вариант ласси, возможно приготовление с добавлением к дахи черного перца, кумина и сахара.

### Ласси масалевал
Ласси масалевал — острый вариант ласси, готовится путем добавления к намкин ласси таких ингредиентов, как миндаль, корица, зеленый чили или фисташки.

### Мити ласси
Для изготовления сладкого варианта ласси к дахи добавляют кардамон, шафран или розовую воду.

### Бханг ласси
Бханг ласси — это напиток с добавлением бханга, жидкого производного каннабиса, действие которого схоже с другими употребляемыми формами каннабиса. Он легален во многих частях Индии и продается в основном во время праздника Холи (в это время иногда также готовят и едят пакоры, содержащие бханг). В штате Уттар-Прадеш есть лицензированные магазины бханга, и во многих местах также можно купить продукты из бханга и выпить бханг ласси.